# Tomasz Swędrowski (dziennikarz)
Tomasz Swędrowski (ur. 25 października 1960 we Wrocławiu) – polski dziennikarz i komentator sportowy, siatkarz, mistrz Polski w tej dyscyplinie.

## Życiorys
W sezonach 1981/1982 - 1988/1989 występował w siatkarskiej drużynie Gwardii Wrocław, z którą zdobył mistrzostwo Polski w 1982 oraz wicemistrzostwo w 1983 i 1984. Karierę dziennikarską rozpoczął w 1988 roku w Polskim Radiu Wrocław. Później wyjechał do Francji. Po powrocie kontynuował pracę w Radiu Wrocław. Obecnie jest głównym komentatorem piłki siatkowej w stacji Polsat Sport.
W swojej karierze komentował mistrzostwa Europy kobiet 2003, mistrzostwa Europy mężczyzn 2009, mistrzostwa  świata w 2006, 2010, 2014, 2018 i 2022, wielokrotnie finały Ligi Światowej. Ponadto komentuje siatkarskie mecze ligowe i rozgrywki w ramach europejskich pucharów. Podczas Letnich Igrzysk Olimpijskich 2020 w Tokio i Letnich Igrzysk Olimpijskich 2024 w Paryżu w parze z Wojciechem Drzyzgą skomentowali mecze siatkówki na antenach Eurosportu 1.
W 2004 roku w parze z Piotrem Dębowskim wziął udział w I Mistrzostwach Dziennikarzy w Siatkówce Plażowej i zajął trzecie miejsce.
W 2005 roku został uznany przez Kapitułę Nagrody im. Macieja Bilewicza za dziennikarza sportowego roku.
Studiował dziennikarstwo.

## Życie prywatne
Jego żoną była Teresa Swędrowska zmarła w 2012 roku  – była polska koszykarka. Ma córkę Aleksandrę.